# Joanna Dworakowska
Joanna Dworakowska   (Varsòvia, 21 d'octubre de 1978 - Varsòvia, 13 d'abril de 2024) va ser una jugadora d'escacs polonesa, que tenia els títols de Gran Mestre Femení des de 1997, i de Mestre Internacional des de 2001.
Tot i que va romandre pràcticament inactiva des del desembre de 2013, a la llista d'Elo de la FIDE del gener de 2022, hi tenia un Elo de 2321 punts, fet que en feia la jugadora femenina número 10 de Polònia, i la jugadora número 143 del rànquing polonès absolut. El seu màxim Elo va ser de 2445 punts, a la llista d'abril de 2002 (posició 1191 al rànquing mundial).
Va guanyar el Campionat de Polònia femení tres cops (1997, 1998, 2001). El 1998, fou segona al Campionat del món femení Sub-20. Fou membre de l'equip polonès que va guanyar la medalla de bronze a l'Olimpíada de Bled de 2002, la medalla d'or al Campionat d'Europa per equips femení de 2005 a Göteborg i la medalla d'argent al Campionat d'Europa per equips femení de 2007 a Càndia.